# Яйцеварка

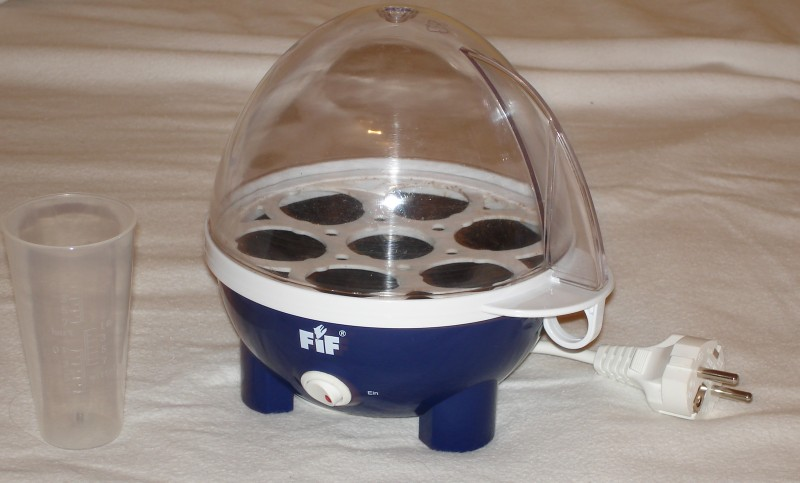
Яйцеварка с мерным стаканчиком для воды

Яйцева́рка — кухонный нагревательный электроприбор для варки яиц на пару. Яйцеварки выпускаются на разное количество яиц. У первых яйцеварок был алюминиевый или латунный корпус с крышкой и пластмассовыми ручками, в котором размещались алюминиевая или латунная решётка-вставка на ножках с ячейками для размещения яиц. Нагревательный элемент установлен под дном корпуса. Современные яйцеварки выпускаются с пластиковым корпусом.
Для приготовления яиц в яйцеварке в корпус заливается вода, после её закипания устанавливается решётка с уложенными в её ячейки яйцами. Срок варки яиц составляет 3—5 минут. Яйцеварки также оснащаются сигнальными паровыми свистками и терморегуляторами, которые автоматически отключают прибор через определённое время для получения яиц всмятку или вкрутую.
В СССР выпускался электрочайник Э Ч-4 со вставкой для варки яиц.